# Trotteria rivinae
Trotteria rivinae är en tvåvingeart som beskrevs av Wunsch 1979. Trotteria rivinae ingår i släktet Trotteria och familjen gallmyggor.
Artens utbredningsområde är Colombia. Inga underarter finns listade i Catalogue of Life.